# ヴォルデマール・フォークト (エンジニア)
ヴォルデマール・フォークト（Woldemar Voigt, 1907年2月10日 - 1980年6月）はドイツの航空技術者。 
ゲッティンゲン生まれ。ダルムシュタット工科大学で学び、ドイツのクレム社でKl35の開発に従事した後、ジーベル社でSi202の開発に携わる。1933年にはバイエルン航空機製造会社に入社。1938年10月にはバイエルン航空機製造会社からハインケル社に転出したロベルト・ルッサーの後を引き継いで主任設計者として様々な航空機の研究開発に携わった。とくに有名な機体としてはP.1065として1939年3月から開発が開始されたMe262がある。プロジェクトマネージャーとして開発の指揮を執った航空機にはMe264、Me328、ロケット戦闘機Me163がある。また、後退翼を持つジェット戦闘機P.1101の設計でも重要な役割を果たし、終戦後はペーパークリップ作戦の対象者に選ばれてアメリカに渡った。アメリカではヴォート社に勤務した。
1980年6月にメリーランド州アナポリスで73歳で亡くなった。
彼の祖父はフォークト関数などで知られる著名なドイツ人物理学者ヴォルデマール・フォークトであった。